# Dealers: Clan de ambiciosos
Dealers: Clan de ambiciosos (título original: Dealers) es una película dramática británica de 1989 dirigida por Colin Bucksey y protagonizada por Paul McGann, Rebecca De Mornay y Derrick O'Connor.

## Argumento
La sucursal Whitnes Paine en Londres pertenece a uno de los bancos estadounidenses más poderosos del país y está amenazada por una tremenda crisis económica. Después de haber perdido nada menos que 100 millones de dólares, uno de sus operadores líderes se suicida. Después de su marcha, y a pesar del riesgo que conlleva seguir con la empresa, los empleados emprenden una carrera por la supervivencia de la sucursal. Daniel Pascoe es uno de los trabajadores más antiguos de la sucursal. Por ello, está convencido de que será el elegido para ponerse al frente del "barco" y salvar a la "tripulación". Sin embargo sus ambiciosos planes se truncan cuando Anna Schuman es llamada de otra filial para sacar adelante a la empresa. De esa manera se declara la guerra entre ambos.

## Reparto
| Actor             | Papel         |
| ----------------- | ------------- |
| Paul McGann       | Daniel Pascoe |
| Rebecca De Mornay | Anna Schuman  |
| Derrick O'Connor  | Robby Barrell |
| John Castle       | Frank Mallory |
| Paul Guilfoyle    | Lee Peters    |
| Rosalind Bennett  | Bonnie        |
| Adrian Dunbar     | Lennon Mayhew |

## Producción
A causa del éxito comercial de Wall Street (1987), el filme de Oliver Stone sobre el mundo de las altas finanzas, el cine británico decidió hacer una réplica de ella. Para ese propósito se decidió contratar al director televisivo Colin Bucksey, que hizo con esta producción cinematográfica su primer trabajo para pantalla grande, contando para ello con una Rebecca De Mornay que intentaba revitalizar su carrera como actriz.

## Recepción
La película no obtuvo el reconocimiento comercial y crítico esperado.
Hoy en día la película ha sido valorada en portales cinematográficos. En IMDb, con 400 votos registrados, el filme obtiene una media ponderada de 5,4 sobre 10. En cuanto a Rotten Tomatoes, los más de 100 votos registrados en ese portal le dieron allí una valoración media de 3,4 de 5.